# Nunatak Saljut-5
Nunatak Saljut-5 är en nunatak i Antarktis. Den ligger i Östantarktis. Australien gör anspråk på området. Toppen på Nunatak Saljut-5 är 1 696 meter över havet.
Terrängen runt Nunatak Saljut-5 är platt åt nordväst, men åt sydost är den kuperad. Trakten är obefolkad. Det finns inga samhällen i närheten.